# ハプログループC2 (Y染色体)
ハプログループC-M217 (Y染色体)（ハプログループC-M217 Yせんしょくたい、英: Haplogroup C-M217 (Y-DNA)）、系統名称ハプログループC2とは分子人類学において人類の父系を示すY染色体ハプログループ（型集団）の分類で、ハプログループCの下位枝に属し、「M217, P44, PK2」によって定義されるグループである。かつてはハプログループC3と呼ばれていた。

## 概略
ハプログループC2-M217は今より約50,865年前にC1-F3393/Z1426と共通の祖先から派生して、現存の全てのC-M217の最も近い共通祖先は今より約35,383年前にユーラシア大陸北東部で生まれたと考えられる。民族の総人口に占める割合としては、ユーラシアではツングース系民族、モンゴル系民族、カザフ、ハザーラ、コリャーク、イテリメン、ユカギール、ニヴフに多く見られ、アメリカ大陸ではナデネ語族話者に比較的多く見られる。
日本に於けるC2-M217の分布の地域差がかなり大きく、少ない所では全く観察されないサンプル（例えば東京52人中0人、沖縄県立八重山高等学校及び沖縄県立八重山商工高等学校の男子生徒49人中0人、沖縄45人中0人、青森26人中0人）もあれば、多い所では7.8%ほど観察されるサンプルもある（佐賀県立致遠館高等学校の男子生徒129人中10人、福岡市の成人男性102人中8人）。 サンプル数が少ないが、日本国内に於いて一番高い比率でC-M217に属すY-DNAが検出されているのはアイヌのサンプルである（16人中2人 = 12.5%、4人中1人 = 25%)。日本国内でアイヌに次いでC2-M217の比率が多いのは概ね九州北部（大分県・福岡県・佐賀県・長崎県）であるが、韓国の研究チームが検査した茨城県50人のサンプルではC-M217に属す男性が7人（14%）もいて際立って高い比率を示している。

## 各民族の頻度

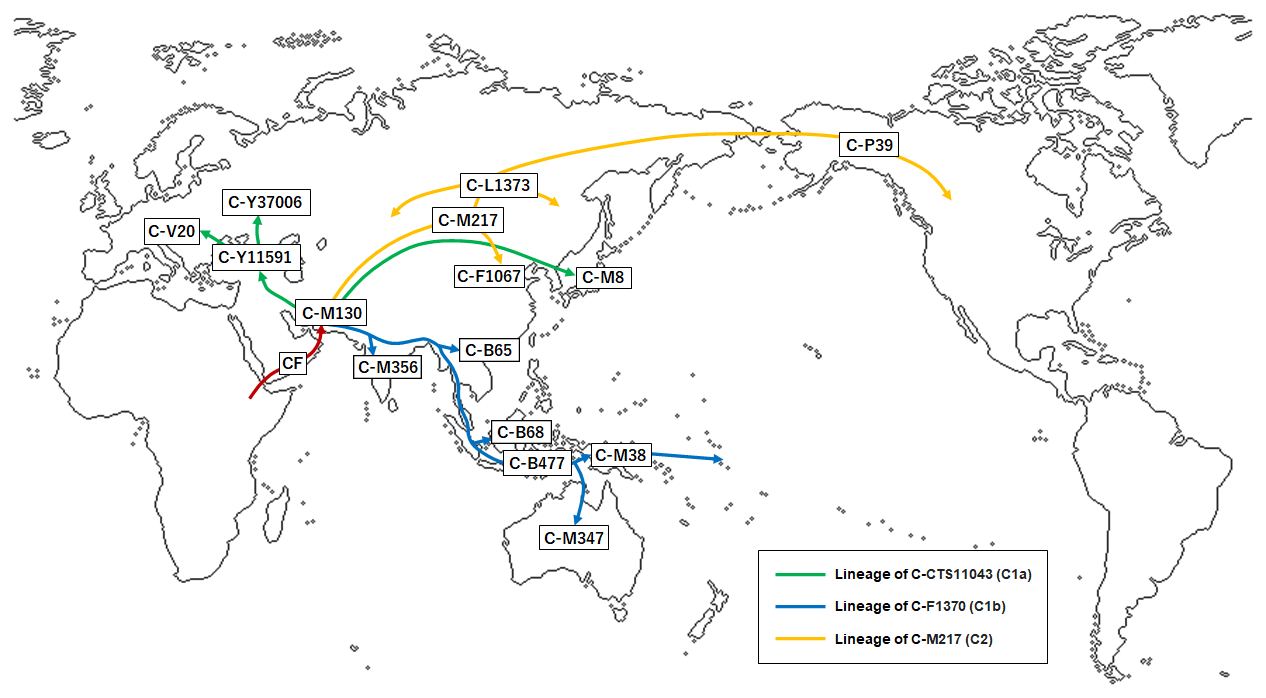
ハプログループCの拡散経路

- オロチョン族 61%[11]-91%[12]
- エヴェン 5%[13]-74%[4]
- エベンキ 44%[12]-71%[14][13]
- ウリチ 69%[15]
- ブリヤート人 60%[12]-84%[16]
- カザフ人 40%[12]-66.7%[17]
- モンゴル人 52%[12]-54%[11]
- タナナ族（英語版） 42%[18]
- ウズベク人（アフガニスタン） 41%[19]
- ハザーラ人 40%[20]
- ニヴフ人 38%[16]
- コリヤーク人 33%[14]
- ダウール族 31%[11]、42.5%[21]
- ユカギール人 31%[13]
- シボ族 27%[11]
- 満州族 26%[11]-27%[12]
- アルタイ人 22%[4]-24%[12]
- ナナイ 22%[11]
- ウズベク人 20%[12]
- トゥチャ族 18%[12]
- ハニ族 18%[11]
- シャイアン族 16%[18]
- アパッチ族 15%[18]
- トゥバ人 15%[13]
- アイヌ人 12.5%[16]-25%[4]
- 朝鮮民族 6.5% (中国東北部)[22]-26.3% (北朝鮮)[22]
- 回族 11%[12]
- スー族 11%[18]
- 漢民族 9.03%（広西チワン族自治区漢族 3.26% ～ 遼寧省漢族 16.49%）[23]、10.8%（広西チワン族自治区漢族 0% ～ 遼寧省漢族 23%、上海市漢族 24%）[24]
- ミャンマー： ラカイン族 16%・ビルマ族 8.7%・チン族 2%・ナガ族 0%[25]
- タイ王国： 東北部タイ人（ラーオ・イーサーン） 1.3%[26][27]、タイ・ルー族 2.2%[28]、プータイ族 2.4%[26][27]、Mon族 2.9%[26]、中部タイ人 3.1%[26]、北部タイ人 3.5%[26]、ヤオ族 3.7%[27]、北部タイ人 3.8%[28]、プーラン族 6%[26]、ラフ族 6.1%[27]、リス族 13%[27]、Hmong族 14.3%[27]、チャオボン（Nyahkur）族 24%[26]
- ラオス： ヴィエンチャン及びルアンパバーン 5.0%[26]、低地民（Lao Loum） 2.6%・中地民（Lao Theung） 2.1%・高地民（Lao Soung） 2.5%[25]
- ベトナム： ホーチミン市キン族 2.2%[7]、ヤオ族 2.3%[29]、コーラオ族 2.9%[29]、キン族 4.3%[30]、ハノイ市 8.3%[31]、キン族 10%[29]、シラ族 10.3%[29]、チャム族 10.7%[25]、ハニ族 12.1%[29]、ハノイ市キン族 12.5%[10]、パテン族 13.9%[29]、キン族 14.9%[25]、Hmong族 26.8%[29]
- 大和民族 0% 青森[4]、1.4% 名古屋市（Y-STRより推定）[6]、1.6% 静岡[4]、1.8% 徳島県[10]、2.1%[11]、2.2% 関東地方[6]、2.9% 徳島[4]、3.6% 東京[7]、 4.1% 甲信越地方以西[6]、≤4.3% 熊本県[9]、≤4.5% 宮崎県[9]、5.0% 札幌市学生[5]、≤5.3% 鹿児島県[9]、5.3% 長崎市学生[5]、5.6% 金沢市成人男性[5]、5.9% 川崎市学生[5]、5.9% 徳島市学生[5]、6.4% 金沢市学生[5]、6.8% 山口県[10]、7.3% 札幌市成人男性[5]、7.5% 大阪市成人男性[5]、7.6% 青森県立八戸北高等学校及び青森県立三本木高等学校[3]、7.7% 九州[8]、7.8% 佐賀県立致遠館高等学校[3]、7.8% 福岡市成人男性[5]、≤8.1% 大分県[9]、≤9.7% 福岡県[9]、14.0% 茨城県[10]
- 琉球民族 0% 沖縄県立八重山高等学校及び沖縄県立八重山商工高等学校[3]、0% 沖縄[8][4]、2.3% 沖縄（Y-STRより推定）[6]、2.6% 沖縄県立宮古高等学校[3]、2.8% 沖縄県立開邦高等学校[3]

## 下位区分
- C2（C-M217）： モンゴル人, カザフ人, ブリヤート人, ダウール族, カルムイク人, ハザーラ人, 満州族, シボ族, オロチョン族, コリヤーク人, イテリメン族に高頻度。ツングース系民族, 朝鮮民族, アイヌ人, 漢民族, ベトナム人, ニヴフ人, アルタイ人, トゥバ人, ウズベク人, ノガイ族, クリミア・タタール人で中頻度。[11][4][8][32][33]
  - C2a（C-L1373）カザフ、オイラト、モンゴル、エヴェンキ、エヴェン、ニヴフ、ユカギール、コリャーク、イテリメン等、極東ロシアの先住民族及び中央アジアに多い; 中国（蒙古族や満州族等の少数民族を含めて全国男性人口の約1.22%[34]）、日本（約0.9%[5][35]）、韓国（約0.71%[36]）等でも稀に見られる
    - C2a1 (C-F3447)
      - C2a1a (C-F1699、C-F3927, C-FGC16324/Y6697/F6301)
        - C-F16224 ロシア（中石器時代後期[紀元前6564年 - 6429年]のブリヤート共和国出土人骨のDzhylinda 1[37]）
          - C-F16878（C-B79） ロシア（青銅器時代早期のイルクーツク市出土人骨のGLZ 1及びGLZ 2[37]、並びに現代のマガダン州北エヴェンスク地区コリャーク人[38]）、モンゴル（フブスグル県ハンフ郡出土の青銅器時代後期[紀元前1255 - 1055年]の古人骨Khavtsal 12975[37]）

        - C-MPB338（C-F4032）
          - C-M8574
            - C-BY29694（C-Y176542） 日本[37][39]、韓国（蔚山広域市[39]）
            - C2a1a4 (C-Y12018/Z30601, C-F9992) 
              - C-Z22425 インド[37]（ジャンムー・カシミール州[39]）、中国（新疆ウイグル自治区バインゴリン・モンゴル自治州且末県西卡坎達薩依墓地出土の鉄器時代後期[今より約1696-1544年前]の人骨Xikakandasayi 4[37][38]）
                - C-BY99627 ドイツ[37]、アメリカ合衆国[37]

              - C-F12948（C-ZQ354）
                - C-FTG32887  ロシア（新石器時代中後期の南シベリア出土人骨のItkul 64[37]及びKostenkova Isbushka 65[37]）
                - C-F12665
                  - C-Z30633 スロバキア[37]
                  - C-F11987
                    - C-FTA59640 トルコ[38]
                    - C-F8540 中国（河北省保定市モンゴル族[38]、ユグル族[38]）
                    - C-F13522 カザフスタン（西暦1036年-1206年・中世のキプチャク遊牧民の人骨Lisakovsk 23[37]）
                      - C-F9771 中国[37]（ドンシャン族[38]）

          - C-FGC16273
            - C2a1a3 (C-F12870/FGC16476/Y4621）
              - C-FTC347 ロシア（新石器時代の沿海州ボイスマン文化・Primorsky 3355及びPrimorsky 3356[37]）
              - C-MF306671
                - C-MF304637
                  - C-MF592674 中国（吉林省延辺朝鮮族自治州琿春市[40]）
                  - C-PF204 中国（天津市[39]寧河区[41]）

              - C-F1918（C-Y4464、C-M504）
                - C-F10283 中国（満州族[40][38]、オロチェン族[38][39]、ダウール族[38][39]、フルンボイルブリヤートモンゴル族[38]、安徽省淮北市濉渓県王氏[40]等、現在は主に中国北部に分布しており、中国の男性人口の約0.03％を占めている；或る機構は、清朝の皇室愛新覚羅家がこの系統に属すと推測している[42]）
                - C-Y11121　タタールスタン共和国、ハザーラ、モンゴル、キルギス、ウズベク、ドンガン、タジク、パシュトゥン、トルクメン[43]
                  - C-BY154208 中国（山東省淄博市張店区[40]、内モンゴル自治区興安盟ホルチン右翼前旗[40]、河北省保定市競秀区満州族[40]、吉林省集安市満州族[40]、黒竜江省ハルビン市双城区満州族[40]、山東省聊城市莘県[40]、上海市宝山区[40]）
                  - C-F3796 モンゴル（ドルノド県ツァガーンチュルート出土の西暦1300年～1400年の人骨Tsagaan 3[37]ことTSA003[38]）
                    - C-FTB92898 キルギス[37]、カザフスタン[37]、中国[37]
                    - C-MF482282 中国（河北省遵化市満州族[40]）
                    - C-Y178719 中国（遼寧省鳳城市満州族[40]）
                    - C-MF267126（C-FT195996） 中国（北京市満州族[40][38]、山東省済寧高新技術産業開発区[40]、河北省滄州市[40]、安徽省漢族[38]）
                    - C-Y11098
                      - C-SK1072 モンゴル（中世の人骨六体[37][38]）、中国（甘粛省蘭州市西固区達川鎮[38]、甘粛省臨夏市、フルンボイル市モンゴル族、新疆ウイグル族）、ロシア（カルムイク、タタールスタンタタール）、パキスタン（ハザーラ）、ウズベキスタン（カラカルパク）、カザフスタン（ウズベク、ウイグル）
                      - C-FGC16589

            - C2a1a2（C-M48）北ツングース系民族、カザフ人、オイラト, カルムイク人, 外モンゴル人, ユカギール人,ニヴフ人, コリヤーク人, イテリメン族, ウデヘ人に高頻度。南ツングース系民族,内モンゴル人, ブリヤート人, トゥバ人, ヤクート人, チュクチ族, キルギス人, ウイグル人, ウズベク人, カラカルパク人, タジク人に中頻度[44][45]。
              - C2a1a2b（C-B90） 
                - C-B90*(xZ32958, B93) ニヴフで高頻度[46]
                - C2a1a2b1 (C-B91, C-Z32958) コリヤーク人で高頻度。
                - C2a1a2b2 (C-B93) エヴェンキやウリチに見られる。

              - C2a1a2a（C-M86）
                - C-SK1061 北方ツングース系民族に多い
                - C-F7321
                  - C-F6379
                    - C-Y12825
                      - C-Y15849/F12970 カザフスタン[37]、モンゴル[37]、ロシア[37]、中国[37]
                      - C-Y15844
                        - C-ZQ153 キルギス[37]、ロシア[37]
                        - C-Y15552 カザフスタン（西部の小ジュズ・アルシュンに多い）[37]、ウズベキスタン[37]、ロシア[37]

                      - C-F6193 (C-SK1066) オイラト（カルムイク人）に多い

                    - C-Y138418 中国（雲南省巍山彝族回族自治県回族[40]、山西省晋中市榆次区[40]、遼寧省開原市満洲族[40]）、ロシア（カラチャイ・チェルケス共和国[37]）
                      - C-PH36/F8472 ブータン[37]、モンテネグロ[37]、中国[40][37]、イタリア[37]、カザフスタン[37]、トルコ[37]
                        - C-Y138401 中国（全国男性人口の約0.09%を占め、北部の陝西省[1.58%]、宁夏回族自治区[1.29%]、山西省[0.52%]、内モンゴル自治区[0.31%]に非常に集中して分布しており、劉姓を称する者が多い[47]）

            - C-B473
              - C-F12327（C-F14748） 中国（新疆ウイグル自治区アルタイ地区ジェミナイ県松樹溝出土の青銅器時代早期[紀元前3093年～2911年]・アファナシエヴォ文化のSongshugou 15[37]）、モンゴル（バヤン・ウルギー県出土の新石器時代晩期～青銅器時代早期の古人骨Ulgii 12977とBayan-Ulgii 13957[37]）
                - C-F11852 カザフスタン（青銅器時代晩期[紀元前789年～548年]・タスモラ文化のTaldy 5[37]）
                  - C-F9882 中国（ユグル族[38]）
                  - C-MF14129
                    - C-MF14410 中国（安徽省亳州市譙城区[40]）
                    - C-MF199207
                      - C-MF581712 中国（安徽省亳州市蒙城県[40]）
                      - C-MF199189 中国（安徽省蕪湖市蕪湖県[40]、河南省南陽市社旗県[40]、北京市豊台区[40]）

              - C2a1a1（C-F3918）
                - C-BY728
                  - C2a1a1a（C-P39） 北米先住民。ナデネ系民族、アルゴンキン系民族、スー系民族[48]

                - C2a1a1b（C-YP5260/FGC28881/F11350）
                  - C-B77 モンゴル（ドルノド県出土の紀元前5211年～4995年の人骨Bulgan 7021[37]）、ロシア（カムチャツカ地方ニコルカ山出土の中世[西暦1087年～1149年]の人骨Nikolka 3[37]）
                    - C-F17066 ロシア（イルクーツク州ジガロフスキー地区出土の中石器時代[紀元前5021年～4849年]の人骨Kitoi 1[37]）
                      - C-F25764 モンゴル（ボルガン県Khutag-Öndör郡出土の新石器時代早中期[紀元前5632年～5481年]の人骨Khutag-Undur 11696とKhutag-Undur 11697とBulgan 11698とBulgan 13698[37]）
                        - C-F17243 ロシア（チュクチ自治管区出土の中世[西暦550年～1050年]の人骨Moscow 89とMoscow 91とEkven 90[37]、並びに現代ロシア[37]マガダン州北エヴェンスク地区のコリャーク人[38]）

                  - C2a1a1b1（C-F1756）
                    - C-F12211
                      - C-FTA63120 トルコ[37]、トルクメニスタン[37]
                      - C2a1a1b1a (C-F3830) 中国（現在、中国の男性人口の約0.44%を占め、特に内モンゴル自治区[1.90%]、新疆ウイグル自治区[1.44%]、黒竜江省[1.44%]、山西省[1.40%]、遼寧省[1.31%]、青海省[1.24%]、寧夏回族自治区[1.19%]、北京市[1.04%]、天津市[1.00%]、吉林省[0.98%]に多く分布している[49]）、キルギス、カザフスタン、アフガニスタン、トルコ、サウジアラビア、ロシア（タタールスタン）

                    - C2a1a1b1b (C-Y10420/Z30402、C-Y10428) 古代（約1841-1990年前）のオブス県、中世のハンガリー及び現代の中国陝西省、カザフスタン、ロシア（タタール人、バルカル人）、トルコ、ポーランド、チェコ等に見られる

      - C2a1b (C-BY75034/ACT1924)
        - C-ACT5638 (C-ACT1984) ロシア（ニヴフ[38][39]）、韓国[38]、中国（当時の首都長安出土の唐代の人骨XFLD438 HRR1951958[38]、現代の遼寧省北鎮市満州族[38]）
        - C-BY72441 (C-Y165943)
          - C-Z31698 (C-Z31700) 日本[37][39][38]、韓国[37][38]
          - C-Y165510 韓国[38][39]、中国（遼寧省[39]撫順市満州族[38]）

    - C2a2 (C-BY63635/MPB374) ブラジル（Lapa do Santo出土の紀元前8210 - 7650年前のパレオインディアンのLapa 1[37]）
      - C-MPB373 コロンビア[37]（グアヤベロ族[38]、ウィトト族[38]）、エクアドル[37][38]
      - C-BY176082 アメリカ合衆国[37]、メキシコ[37]

  - C2b（C-F1067）
    - C2e (C-F2613/Z1338)
      - C2e1 (C-Z1300)
        - C2e1a(C-CTS2657) 韓国人の約7.1%[36]、日本人の約2.5%[5][35]、中国人の約2.15%[50]に見られる。
          - C-A14895/C-A14901 中国（山東省出土古人骨M127[51]）
            - C-A14909/C-A14912
              - C-MF1549
                - C-MF3752/C-BY21072 中国[37]（約0.06%[52]）、カザフスタン[37]
                - C-MF3019/C-Y178807 中国（全国男性人口の約0.07%を占める[53]; 吉林省満州族[39][38]、黒竜江省満州族[39]、遼寧省蒙古族[39]、山東省肥城市漢族[38]、江西省漢族[38]）、韓国[39][37]、ベトナム（シラ族[38]、ハニ族[38]）
                - C-MF1574/C-MF1552/C-Y19283 中国（現在、主に中国の環渤海地域に集中し，全国男性人口の約0.21%を占める[54]）、タイ[38][37]、アイルランド[37]

              - C-A14908 中国[37]（山東省[39]、江蘇省[38][39]、上海市[38]、湖南省[38]）、ラオス[37]、韓国[38]

            - C-Y37069/C-MF1576/C-MF1580/C-FGC22502 韓国[39][37]、中国（東北部に分布し、全国男性人口の約0.06%を占める[55]、湖北省[39][38]、浙江省[38]、河南省[38]等）

          - C-CTS11990/C-Z18177
            - C-BY59164/C-Z31667 日本[37]（神戸市[38]、長崎県[39]等）、中国[37]（吉林省[39]長春市[38]、安徽省碭山県[40]、山東省斉河県[40]、四川省攀枝花市東区[40]）
              - C-MF1792/C-TYT173593 中国（北京[38]、徐州市[38]、威海市環翠区威海火炬高技術産業開発区[40]、蓋州市[40]）
              - C-F20457 韓国[37][38][39]、日本[37]、ロシア[37]、中国（遼寧省海城市高氏[40]）

            - C-F6346/C-Y13860/C-K555/C-CTS8579
              - C-CTS4449/C-CTS8629
                - C-F15754 中国（現在、中国男性人口の約0.22%を占め，その分布は北方に比較的集中している[56]; 古代[3600 BCE～317 CE]の山東省[38]）、韓国[38][37]、ベトナム[38][37]、アフガニスタン（ハザーラ人[38]）、パキスタン（ハザーラ人[39]）
                - C-MF1028 中国（北京、甘粛省、浙江省、福建省、台湾等[38]）

              - C-Y13856/F6319/C-F7940
                - C-MF1605 中国（全国男性人口の約0.30%を占め、主に雲南省並びに北部及び東部の省や都市に集中している[57]）
                  - C-MF1711 中国（広東省[39]）
                    - C-MF1718/C-ACT4362/C-A4899
                      - C-MF1722/C-ACT3866 中国（雲南、内蒙古、山東、江蘇、吉林等に広く分布し、現在中国男性人口の約0.16%を占める[58]; 漢末の甘粛省張掖市甘州区黑水国遺跡や現在のジャムス市
赫哲族等[38]）、ベトナム（ハニ族[38]）

                  - C-MF1601/C-S20873
                    - C-MF1607/C-L1496 韓国[39]、中国（浙江省寧波市餘姚市[40]、上海市奉賢区[40]、山東省煙台市招遠市[40]、遼寧省瀋陽市皇姑区朝鮮族[40]）

                - C-M407 ブリヤート共和国のブリヤート族、ソヨト族、ハムニガン族に高頻度、カルムイク族およびその他のモンゴル民族に中頻度、ペー族, カンボジア人, 漢民族, 日本人, 朝鮮民族,[59] 満州族, トゥチャ族, ウイグル人, カザフ人、トゥバ人, テレウト族, エヴェンキ, ヤクート人、アルメニア人等に低頻度にみられる。[32][60]
                  - C-Z45401 中国[37]（山西省呂梁市孝義市[40]、遼寧省大連市瓦房店市[40]、宁夏回族自治区銀川市永寧県[40]、四川漢族[38]）、アルメニア[37]（シュニク地方[39]）
                  - C-F3850 中国（河北省邯鄲市叢台区[40]、江蘇省南京市江寧区[40]）、インドネシア（華人）
                    - C-MF58000 中国（江蘇省[40]、安徽省[40]、黒竜江省[40]、山東省[40]、四川省[40]）
                    - C-F3916/F13679（C-Y12960/F9260） 日本（東京[39]）、中国（四川省巴中市巴州区[40]）
                      - C-F3881 カザフスタン[37]、中国（新疆ウイグル人[39]、江蘇省[39][40]、山東省[39][40]、河北省[40]、山西省[40]、重慶市[40]、天津市[40]、広西壮族自治区[40]、青海省[40]、河南省[40]、遼寧省[40]）

                    - C-MF2971（C-MF3103、C-FGC57989） 中国（天津市東麗区[40]、江蘇省南京市溧水区[40]）、韓国（高麗大学校によるサンプル[38]）
                      - C-MF4531（C-TYT160310） 中国（山東省煙台市芝罘区[40]、山東省煙台市蓬莱区[40]、四川省南充市南部県[40]、河南省漢族CAPY4-62[38]）
                      - C-MF59028 中国（主に吉林省[0.41%]、河南省[0.16%]、江蘇省[0.13%]、上海市[0.12%]、浙江省[0.07%]及び山東省[0.04%]に分布し、管姓を称する者が比較的多い[61]）
                        - C-MF64016（C-F3753） 中国（四川省漢族[38]或いはウイグル人[62]YCH1483、吉林省漢族YCH309[38]）

                    - C-F6480
                      - C-MF374555 中国（江蘇省無錫市浜湖区[40]）
                      - C-MF671603 中国（河北省滄州市粛寧県[40]）
                      - C-MF4520（C-TYT112806） 中国（江西省撫州市金渓県[40]、広西チワン族自治区玉林市福綿区[40]、広東省英徳市[40]、江蘇省泰州市姜堰区[40]、河南省[39]南陽市臥竜区[40]、湖南省漢族[38]）
                      - C-Y154411/C-FT326881
                        - C-PH85 中国（吉林省[39]、陝西省咸陽市乾県[40]、湖南省常德市鼎城区[40]、湖北省天門市[40]、河南省焦作市博愛県[40]）、ロシア（サハ共和国ヤクート人[39]）
                        - C-MF657037 中国（天津市津南区[40]、内モンゴル自治区赤峰市敖漢旗モンゴル族[40]、遼寧省錦州市古塔区[40]、天津市武清区[40]、遼寧省凌源市[40]）

                      - C-MF2845/C-Y138171/C-SK1027 中国（吉林省長春市楡樹市[40]）
                        - C-MF2821/C-MF5074 中国（山西省運城市垣曲県[40]、湖南省長沙市雨花区[40]、四川省漢族(CRR012550=YCH449[39])）
                          - C-MF3197 中国（遼寧省満洲族[39]、遼寧省錦州市凌海市満洲族[40]、遼寧省阜新市彰武県蒙古族[40]、陝西省安康市漢浜区[40]、陝西省西安市臨潼区[40]、陝西省西安市長安区[40]、陝西省榆林市[40]、山西省臨汾市霍州市[40]、河南省新郷市新郷県[40]、河南省鄭州市[40]、河北省保定市定州市[40]、河北省石家庄市新楽市[40]、北京市昌平区[40]、北京市大興区[40]、山東省濰坊市昌邑市[40]、山東省煙台市[40]、山東省臨沂市河東区[40]、山東省威海市[40]、上海市[39]、湖南省株洲市天元区[40]）

                      - C-MF74872（C-TYT126766） 中国[37]（山西省忻州市定襄県[40]、江蘇省無錫市梁渓区[40]、甘粛省蘭州市西固区[40]、河南省鄭州市中原区[40]、江蘇省宿遷市泗陽県[40]、山西省太原市清徐県[40]、内モンゴル自治区バヤンノール市ハンギン後旗[40]、浙江省台州市[40]、北京市豊台区[40]、湖北省鍾祥市[40]、山東省膠州市[40]、吉林省集安市[40]、山東省青島市市北区[40]、山東省漢族CAPY4-79[38]、浙江省杭州市漢族朱氏[38]）
                      - C-F8465 中国（鄭州大学によって提供された河南省漢族のサンプル[39][38][63]]）
                        - C-F9772（C-F9857） 中国（遼寧省[39]大連市[38]回族[40]、湖北省漢族CAPY4-69[38]）
                          - C-F10378 中国（フルンボイル市蒙古族[39]）、モンゴル[37]、ロシア（カルムイク共和国[39]ホシュート部[38]）
                            - C-F9733 キルギス（オシ市キルギス人[38][39]）、中国（内モンゴル自治区モンゴル族YCH588[38]）
                              - C-F8536 モンゴル[37]（ウランバートル市[39]）、中国[37]（内モンゴル自治区[39]フルンボイル市[38]・シリンゴル盟ソニド左旗[40]・赤峰市ヘシグテン旗[40]モンゴル族[40][38]等；内モンゴル自治区では全男性人口の約1.12%を占め、そのほか新疆ウイグル自治区[0.13%]、遼寧省[0.05%]、北京市[0.02%]、河北省[0.02%]に僅かな分布が認められ、ボルジギン[孛儿只斤]またはその略である包・宝・鮑を称する者が多く、ダヤン・ハーンの子孫ではないかと推測されている[64]）

                            - C-Z4328 ロシア（ブリヤート共和国[37]ブリヤート人[39]、サハ共和国[37]ヤクート人[39]）、カザフスタン（コスタナイ州カザフ人[39]）

        - C-K700/C-Z8440 中国（約3.17%[40]）、韓国（約2.4%[36]）、日本（約1.5%[5][35]）
          - C-CTS3385 中国（今より約4000年前の陝西省神木県神圪垯梁遺跡から出土したSM-SGDLM27[38]; 現在、中国の男性人口の約0.65%を占めており、その分布は北部地域に比較的集中している[65]）
            - C-MF1061
              - C-MF1061* 中国（山東省[39]）
              - C-S3190 中国（江蘇省[39]、四川省[39]）
              - C-Y125448 中国（浙江省[39]、湖北省[39]、山西省[39]、河北省[39]、山東省[39]）

            - C-FGC45553
              - C-FGC45553* 中国（四川省[39]成都市金牛区[40]、浙江省温州市竜湾区[40]、福建省泉州市永春県[40]、福建省福州市連江県[40]）
              - C-PH1906
                - C-PH1906* 中国（内蒙古自治区ヒンガン盟ウランホト市蒙古族[39][40]、遼寧省撫順市東洲区漢族楊氏[40]）
                - C-FGC45548 中国（現在、主に山西、寧夏、陝西、天津、北京等の北部の省や都市に分布しており、全国男性人口の約0.36％を占めている[66]）
                  - C-Y170884 中国（安徽省、河南省、河北省）
                  - C-MF2000 中国（北京、山西省、湖北省、河北省、重慶市、河南省、広西チワン自治区、台湾）
                  - C-PH2194/C-FGC45566
                    - C-F21131/C-FT200551 中国（河南省[39]長垣市[40]、河北省塩山県[40]、黒竜江省ハルビン市道外区[40]、北京市密雲区[40]、江蘇省宿遷市宿城区[40]、湖北省黄岡市黄梅県[40]、山東省莱州市[40]、上海市崇明区[40]、安徽省太湖県[40]）、ドイツ[39]
                    - C-PH1279/C-Z31672 中国（北京市[39][38]、台湾[38]等; 現在、中国の男性人口の約0.05%を占めている[67]）
                    - C-FGC45589/C-FGC45614
                      - C-FTA20473/C-MF38210/C-SK1498 中国（湖南省[39]長沙市岳麓区[40]、浙江省[39]）、シリア[39]
                      - C-Y37829/C-FGC45599 中国（河北省漢族[38]）
                        - C-FGC45574 中国（雲南省大理白族自治州大理市白族張氏[40]、北京市[39]海淀区岳氏[40]）
                          - C-FGC45610/C-MF232574/C-FGC45583 韓国（全羅南道[39]）、中国（山東省[39]済南市市中区[40]、広東省広州市荔湾区[40]、青海省海東市楽都区[40]）、ベトナム[37]キン族[38]、タイ[37]リス族[38]
                          - C-Z45210/C-Z45209/Y83760 ロシア[37]（チェチェン共和国[39]）、中国[37]（吉林省[40]、山東省[40]）

          - C-F1319 中国（約2.50%[68]）、日本、ブータン、バングラデシュ
            - C-F10056
              - C-F9765
                - C-MF3812 中国
                - C-MF1882 中国
                - C-MF1955 (F9709) 中国（現在、中国の男性人口の約0.15％を占めており、分布は比較的北部に集中している[69]）
                  - C-MF3000 (MF1988) 中国（江蘇省興化市成氏、河北省秦皇島市盧竜県曹氏、江蘇省塩城市阜寧県曹氏、広東省河源市竜川県陳氏、吉林省長春市緑園区王氏、吉林省双遼市劉氏、山東省済寧市泗水県関氏、四川省射洪市楊氏等、現在、中国の男性人口の約0.03％を占める[70]）、日本（佐賀県[71])
                  - C-MF1960 (MF1963, Y186515, ACT337) 中国（天津市[38]、山西省[38]、山東省[38]、河北省涿鹿県[38]、フルンボイル市蒙古族[38]、河南省[39]、遼寧省瀋陽市遼中区満族[38]）

                - C-MF1029 中国（この類型は新石器時代中期にある程度の人口増加を経、現在中国の男性人口の約0.46%を占め、主に北部と東部に分布している[72]）
                - C-F2883 (F3891)
                  - C-Y35926 中国（河南省[39])
                    - C-F10383 (F3909) 中国[37] (山東省[39]、湖北省[39]）、ベトナム[37]、ラオス[37]、タイ[37]、モンゴル[37]、日本[37]
                      - C-F9898 中国（現在、中国の男性人口の約0.98%を占め、商[殷]朝王族及び宋国公族の発展に関連しているのではないかと推測されている[73]）

            - C-F3777
              - C-MF1806 (C-Z31642) バングラデシュ[37]（ベンガル人[39]）、中国（遼寧省鳳城市満州族[40]、天津市和平区漢族[40]、北京市漢族[38]）
              - C-F9966（C-F1972）
                - C-F3778
                  - C-F3735 (C-MF1812、C-PH1267) 中国（現在、男性人口の約0.20%を占めており、主に福建省及び広東省の沿岸部、並びに北部の省や都市に分布が集中している[74]）
                    - C-MF1814
                      - C-MF1820（C-SK1032） 中国（現在、主に広東省及びその周辺地域に分布しており、中国の男性人口の約0.04%を占めている[75]）、台湾（國立成功大學醫學院附設醫院[39][38]）、パキスタン[37]（ブルショー人[38]）

                    - C-MF175988
                      - C-F3826（C-F3748） 中国（現在、男性人口の約0.08%を占めており、主に福建省及び広東省の沿岸部、並びに北部の省や都市のに分布している[76]）

                - C-Y86052 中国（現在は主に山東省及び東北三省に分布しており、全国男性人口の約0.43%を占めている[77]）
                  - C-Y88318（C-PH1160）中国（河南省滎陽市高村郷官庄村官庄遺跡出土の鉄器時代早期・周朝時代のGuanzhuang 25[37]ことGZM25-1d[38]）、ブータン[37]
                    - C-MF4590 中国[37]（北京市門頭溝区[40]、広東省仏山市順徳区[40]、江蘇陰江陰市[40]、河北省保定市蓮池区[40]、山東省竜口市[40]）
                    - C-MF1859（C-MF1862、C-FGC4845） 中国[37]、タイ[37]（Hmong族[38]）
                    - C-MF657463（C-BZ1620、C-Y155167） 韓国[40][37][38]、中国（北京市東城区満州族[40]）
                    - C-MF1874
                      - C-MF453180 中国（浙江省嵊州市[40]、上海市徐匯区[40]）
                      - C-FT40406 日本[37]、中国[37]
                      - C-Y106101 中国（現在、男性人口の約0.23%を占めている[78]）

      - C2e2 (C-F845) 韓国（約2.4%[36]）、中国（約2.30%[40]）、日本（約1.1%[5][35]）
        - C-F845* 中国[38]
        - C-MF2091
          - C-MF2091* 中国[37]（河北省邯鄲市蕭氏、山西省太原市[79]、重慶市漢族[38]等）
          - C-MF2105
            - C-Y38849/C-BY125438 中国（天津市静海区[40]、浙江省衢州市衢江区[40]）、ベトナム（パテン族[38]）、タイ[38][37]、フィリピン（バタンガス州[37]）
            - C-MF168901/C-SK1034 中国（黒河市オロチョン族[38]、山西省忻州市静楽県任氏等[40]）、インドネシア[37]
            - C-MF2104/C-MF2113 中国（广西壮族自治区玉林市玉州区馬氏[40]、黑竜江省ジャムス市向陽区劉氏[40]、山東省濰坊市劉氏[40]、内モンゴル自治区赤峰市寧城県李氏[40]、北京市漢族[38]、河南省漢族[38]）

        - C-K548
          - C-K548* 中国（山東省浜州市徐氏[38]、山東省竜口市王氏[40]、広東省梅州市梅江区温氏[40]）
          - C-CTS10923 中国（紀元前約3550～3050年・内モンゴル自治区ウランチャブ市廟子溝遺跡出土遺骨のMZG 10-1及びMZG 16[37]、紀元前2137～1948年・河南省漯河市郝家台遺跡出土遺骨のHaojiatai 107ことHJTM107[37]、紀元前700～403年・チベットシガツェ市Sila遺跡出土遺骨のSila 404ことC404[37]）
            - C-CTS10923* 中国、ベトナム、韓国、タイ
            - C-FTC47188 バングラデシュ[37]
            - C-K527/C-Z12314
              - C-K527* タイ（コンムアン[38]）
              - C-K532/C-K529 中国（広東省広州市荔湾区、雲南省西双版納タイ族自治州のタイ族[39][38]、中世のチベット・ラサ市等[40][37][38]）、タイ（ラフ族、小タイ族、プーラン族、モン族、ニャークル族）

            - C-Z45293
              - C-Z45293* 中国（山西省晋中市張氏[40]、山西省忻州市趙氏[38]、陝西省榆林市府谷県王氏[40]）
              - C-MF2039/C-F16914/C-F18309 中国（内モンゴル自治区赤峰市カラチン旗青銅器時代晩期夏家店上層文化馬架子遺跡、周代の河南省鄭州市滎陽市高村郷官庄村官庄遺跡等、現代中国でも広く分布している[37][38][40][39]）、韓国[38]

            - C-Z45350/C-Z45352/C-MF2025 中国（四川省成都市陳氏[38]、河南省南陽市古氏[38]、浙江省金華市東陽県陳氏[38]、浙江省紹興市柯橋区顧氏[40]、江蘇省漢族[38]、遼寧省撫順市順城区王氏等[40]）、韓国[38]
            - C-FGC57604 中国[40][38][37][39]、韓国[38][37][39]、日本[38]、カザフスタン[37]（ドンガン人[38]）
            - C-F5477/SK1036
              - C-Y23336
                - C-MF122398 中国（山東省臨沂市羅荘区漢族李氏[40]、山東省日照市莒県漢族銭氏[40]）
                - C-MF10318（C-TYT19830）
                  - C-MF39863（C-Z18772） 中国（江蘇省揚州市江都区漢族陳氏[40]、江蘇省[38]、安徽省阜陽市潁泉区漢族全氏[40]、河北省滄州市滄県漢族王氏[40]、山東省莱陽市漢族劉氏[40]、遼寧省蓋州市任氏[40]）
                  - C-BY202354 中国（吉林省吉林市永吉県満洲族金氏[40]、河南省南陽市宛城区漢族霍氏[40]、浙江省東陽市漢族盧氏[40]）、台湾[38]、カナダ（エドモントン謝氏[38]）、韓国[38]
                  - C-MF10317（C-Y138296） 中国（山東省出土の古人骨[38]、現代の貴州省遵義市[38]等； 現在は主に中国南部に分布しており、中国の男性人口の約0.11%を占めている[80]）

                - C-MF15330（C-MF14319、C-MF14218） 日本（東京[39]）
                  - C-Y241305（C-M1668）
                    - C-MF131963（C-TYT58836） 中国（浙江省紹興市柯橋区漢族呉氏[40]、北京市漢族李氏[40]、遼寧省盤錦市興隆台区満洲族林氏[40]）、シンガポール[39][38]、ベトナム（ハノイ市ハドン区キン族[38]）
                    - C-MF14157（C-MF15359、C-BY9000） 中国（江蘇省[39]、江蘇省揚州市江都区漢族胡氏[40]、江蘇省南通市港閘区漢族蒋氏・朱氏・劉氏[40]、江蘇省南通市港閘区葛氏[40]、山東省済寧市梁山県漢族戚氏[40]、山東省威海市環翠区漢族戚氏[40]、遼寧省沈陽市和平区満洲族戚氏[40]）

              - C-F14054/C-MF52991 (TMRCA7,070年前[40]或いは6,483 [99% CI 8,931 - 4,555]年前[37])
                - C-M93：日本人[32][81][38]、韓国（ソウル及び大田）[36]、中国（浙江省[38]、山西省晋中市崔氏[38]、陝西省西安市雁塔区鄭氏[40]等）で散発的に観察される。
                - C-F10273
                  - C-Y171915 マレーシア（クランタン州[39]）、中国（広西チワン族自治区[39]）
                  - C-SK1038/C-MF1015
                    - C-SK1038* 中国（湖南省[39]）
                    - C-F10352
                      - C-MF10312 中国（四川省[39]、土家族[39]）
                      - C-Y150098 中国（重慶市[39]、湖南省（北方土家語[39]）、内蒙古自治区[39]）
                      - C-MF1017
                        - C-Y81534 中国（安徽省[39]）、韓国（ソウル等[39]）
                        - C-MF1020 中国（湖南省[39]、河北省[39]、湖北省[39]、北京[39]）

    - C2b2 (C-CTS4660) 中国[37]（漢民族およびタイ族；現在、主に中国の両広地方に集中しており、全国の男性人口の約0.25%を占めている[82]）及びタイ王国[37]に低頻度にみられる。

（系統樹、系統名称はY-DNA Haplogroup C and its Subclades - 2019による。）

## 言語・民族との関連
ハプログループC2はアルタイ諸語と古アジア諸語、ナデネ語族話者に高頻度である。デネ（ナデネ語族話者）に多いのはC-P39であるが、ハプログループQ (Y染色体)がそれ以上に高頻度であり、デネ・エニセイ語族仮説があることから、言語系統を反映しているのはケット人にも高頻度のハプログループQと考えられる。いっぽう古アジア諸語の担い手はC-M48であり、その下位系統の一部がアルタイ諸語と強い相関を示すことから、アルタイ諸語の基層にはニブフ語のような古アジア諸語が想定できるかもしれない。
なおアルタイ系民族（チュルク系民族、モンゴル系民族、ツングース系民族）で高頻度なC2の多くはC-M48やC-P39を含むC-L1373系統であるが、逆に朝鮮民族や漢民族、日本人など東アジアの民族ではC-F1067系統が大半で、C-L1373はわずかである。しかし、バイカル湖周辺のブリヤート共和国に居住するブリヤート、ソヨト、ハムニガン（エヴェンキ）諸先住民族及びカザフのコンギラト部（コヌラト部）に多いC-M407は東アジアに多いC-F1067系統に属している。 C-L1373とC-F1067はおおよそ34,400年もしくは35,383 [95% CI 33,305 ↔ 37,537]年前に男系直系祖先の血筋が分かれたと推定されている。なお、朝鮮語の担い手としてC-F1067系統が想定できるかもしれない。
世界諸民族に於ける遺伝子の分布を比較する分子集団遺伝学的研究などによく利用される1000人ゲノムプロジェクトの日本人サンプル（JPT, "Japanese in Tokyo, Japan"）56人のうち、2人がC-M217に属しているという結果が2016年の論文で報告されている。 さらに、2人がC-F1067のサブクレードに当たるC-F3850とC-F5477/SK1036(xC-F13762)にそれぞれ分類されている。
Sun et al (2020) は、北アメリカ先住民にも見られるC2a-L1373が最終氷期後の17,700-14,300年前に拡散を開始したと算出しており、アメリカ先住民が25,000年前にベーリンジアにいた集団に由来するとする説に異論を唱えている。